# Glyn Philpot
Glyn Warren Philpot (Londra, 5 ottobre 1884 – Londra, 16 dicembre 1937) è stato un pittore britannico.

## Biografia
Glyn Philpot nacque nel quartiere londinese di Clapham e si trasferì a Herne, nel Kent, durante l'infanzia. Studiò are alla City and Guilds of London Art School per poi perfezionarsi all'Académie Julian di Parigi. Nato in una famiglia anglicana, si convertì al cattolicesimo da adulto.
Nel 1904 tenne la sua prima mostra alla Royal Academy of Arts e nel 1913 fu premiato con la medaglia d'oro del Carnegie Institute di Pittsburgh. Philpot si dimostrò un apprezzato ritrattista, capace di dipingere una dozzina di ritratti ogni anno, pagati in media tra le seicento e le tremila sterline. Tra i suoi ritratti più celebri vi è quello di Siegfried Sassoon. Il successo economico e artistico gli permise di viaggiare in Francia, Italia, Stati Uniti e Nord Africa. 
Con il passare degli anni Philpot smise di nascondere la propria omosessualità, che cominciò a trasparire in maniera evidente nei suoi nudi maschili e dipinti apertamente omoerotici. I suoi quadri Guardian of the Flame e The Great Pan diedero scandalo per il loro malcelato omoerotismo, tanto che la Royal Accademy decise di toglierli della sua pareti. Gli scandali portarono a un declino nel numero delle commissioni e a una conseguente crisi economica. 
Fu impegnato in una relazione con il pittore Vivian Forbes dal 1923 al 1935. Philpot morì stroncato da un infarto nel dicembre del 1937 e il giorno dopo il suo funerale Forbes si suicidò. Retrospettive sull'opera di Philpot si sono tenute in gallerie di alto profilo come la Tate Gallery e la National Portrait Gallery di Londra.